# Yssichromis fusiformis
Yssichromis fusiformis és una espècie de peix de la família dels cíclids i de l'ordre dels perciformes.

## Morfologia
- Els mascles poden assolir 11 cm de longitud total.[1][2]

## Alimentació
Menja insectes.

## Hàbitat
Viu en zones de clima tropical i entre 27-33 m de fondària.

## Distribució geogràfica
Es troba a Àfrica: llac Victòria.